# 城郊乡 (新野县)
城郊乡，是中华人民共和国河南省南阳市新野县下辖的一个乡镇级行政单位。

## 行政区划
城郊乡下辖以下地区：
吕庄村、袁庄村、郭营村、胡营村、关场村、花陂村、马庄村、马营村、官碾村、李湖村、王营村、张楼村、齐马庄村、上青羊村和下青羊村。